# Dilhan Eryurt
Dilhan Eryurt (ur. 29 listopada 1929 w Izmirze, zm. 13 września 2012 w Ankarze) – turecka astrofizyczka.
Urodziła się w Izmirze, szkołę podstawową i średnią ukończyła w Ankarze. Następnie podjęła studia na Wydziale Matematyki i Astronomii Uniwersytetu Stambulskiego W 1953 roku wyjechała do Stanów Zjednoczonych. W 1956 roku opublikowała dysertację doktorską dotyczącą badań spektroskopowych atmosfery 31 Cygni.
W latach 1961–1968 pracowała w Instytucie Badań Kosmicznych Goddarda NASA. Po powrocie do Turcji przez rok pracowała na Wydziale Fizyki Bliskowschodniego Uniwersytetu Technicznego (ODTÜ, ang. Middle East Technical University, METU), po czym powróciła do pracy w Instytucie Goddarda w latach 1969–1973. W 1973 roku wróciła na Bliskowschodni Uniwersytet Techniczny, gdzie utworzyła wydział astrofizyki wydzielony z wydziału fizyki.